# Henry H. Hathorn

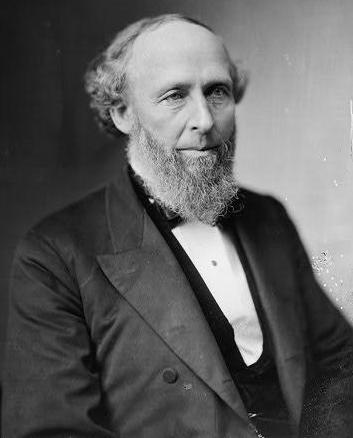
Henry H. Hathorn

Henry Harrison Hathorn (* 28. November 1813 in Greenfield, New York; † 20. Februar 1887 in Saratoga Springs, New York) war ein US-amerikanischer Politiker. Zwischen 1873 und 1877 vertrat er den Bundesstaat New York im US-Repräsentantenhaus.

## Werdegang
Henry Harrison Hathorn wurde während des Britisch-Amerikanischen Krieges in Greenfield im Ulster County geboren. Er besuchte Gemeinschaftsschulen und graduierte an den öffentlichen Schulen in Greenfield. Harthorn war der Entdecker der „Harthorn Mineral Spring“. Er ging zwischen 1839 und 1849 im Saratoga Springs kaufmännischen Geschäften nach. Zwischen 1853 und 1856 sowie zwischen 1862 und 1865 war er Sheriff im Saratoga County. Er hielt in den Jahren 1858, 1860, 1866 sowie 1867 den Posten als Supervisor von Saratoga Springs inne. Politisch gehörte er der Republikanischen Partei an.
Bei den Kongresswahlen des Jahres 1872 für den 43. Kongress wurde Hathorn im 19. Wahlbezirk von New York in das US-Repräsentantenhaus in Washington, D.C. gewählt, wo er am 4. März 1873 die Nachfolge von Elizur H. Prindle antrat. Im Jahr 1874 kandidierte er im 20. Wahlbezirk von New York für einen Kongresssitz. Nach einer erfolgreichen Wahl trat er am 4. März 1875 die Nachfolge von David Wilber an. Er schied nach dem 3. März 1877 aus dem Kongress aus.
Nach seiner Kongresszeit ging er dem Mineralwassergeschäft nach. Er verstarb am 20. Februar 1887 in Saratoga Springs und wurde dann auf dem Greenridge Cemetery beigesetzt.